# 安浦站
安浦站（日语：／ Yasuura eki */?）是位於廣島縣吳市安浦町中央一丁目3番41號，西日本旅客鐵道（JR西日本）的吳線車站。車站編號為JR-Y21。

## 歷史
- 1935年（昭和10年）
  - 2月17日 - 三吳線（當時）此站至竹原站之間開通，此站啟用。當時車站名為三津內海駅（日语：／）。
  - 11月24日 - 吳線此站至廣站之間開業。三原站至海田市站之間編入至「吳線」。
- 1946年（昭和21年）5月1日 - 車站改名為安浦站[1]。
- 1947年（昭和22年）4月20日 - 由安浦町寄贈的跨線橋落成[2]。
- 1982年（昭和57年）10月1日 - 終止貨物起卸業務。
- 1987年（昭和62年）4月1日 - 伴隨國鐵分割民營化，車站由西日本旅客鐵道（JR西日本）營運。
- 1992年（平成4年）11月1日 - 開設綠色窗口。[3]
- 1995年（平成7年）10月1日 - 此站由廣島分社（日语：西日本旅客鉄道広島支社）直轄變為由三原地域鐵道部（日语：三原地域鉄道部）管轄[4]。
- 1996年（平成8年）6月1日 - 此站變為業務委託車站，委托JR西日本廣島Maintec（日语：JR西日本広島メンテック）負責車站業務。
- 2004年（平成16年）10月 - 窗口營業時間變更，只於平日營業，引入中途休息時段。[5]
- 2005年（平成17年）10月1日 - 成為臨時快速「瀨戶內海景（日语：瀬戸内マリンビュー）」停車站。
- （日期不詳） - 窗口營業時間變更，變為毎日營業。[6]
- 2007年（平成19年）
  - 8月 - 車站內設置了可支援ICOCA的簡易IC卡閘機。
  - 9月1日 - 此站開始可以使用IC卡「ICOCA」。
- 2008年（平成20年）4月 - 窗口營業時間變更，除了黃金週和暑假外，窗口於星期六和日休息。[7]
- 2010年（平成22年）
  - 7月14日 - 因大雨使吳線內設有數處地方發生山泥傾瀉，三原站至吳站之間不能通行[8]。
  - 7月20日 - 此站至廣站之間重開[9][10]。
  - 11月1日 - 竹原站至此站之間重開[11]。
- 2016年（平成28年）
  - 6月22日 - 因大雨使安登站至安藝川尻站之間發生山泥傾瀉，三原站至廣站之間不能通行[12]。
  - 6月27日 - 三原站至此站之間重開[12]。
  - 6月29日 - 此站至廣站之間重開[13]。
- 2018年（平成30年）
  - 6月1日 - 隨著三原地域鐵道部（日语：三原地域鉄道部）廢止，此站由三原站管理[14]。
  - 7月5日 - 發生雨災使車站暫停營業[15]。
  - 10月28日 - 此站站至安藝川尻站之間重開[16]。
  - 12月15日 - 三原站至此站之間重開[16]。

## 車站構造
車站是一座地面車站，設有1面1線的單式月台和1面2線的島式月台，可進行列車交會。1、2號月台為島式月台，3號月台是單式月台。車站大樓位於3號月台側。各月台設有跨線橋連接。車站內設有男女分開的濕廁。
此站是由三原站管理的業務委託車站，委托JR西日本廣島Maintec負責車站業務。窗口原則上只於平日營業。此站沒有自動閘機，但設有ICOCA專用讀卡機，使此站可使用ICOCA與其可互相使用的IC卡。

### 月台
| 月台 | 路線 | 上下行 | 方向           | 備註                |
| ---- | ---- | ------ | -------------- | ------------------- |
| 1、2 | 吳線 | 上行   | 竹原、三原方向 |                     |
| 3    | 吳線 | 下行   | 吳、廣島方向   | 部分列車使用1號月台 |

- 2號月台為上行本線，3號月台為下行本線。1號月台為上下行副本線，同時用作列車折返、夜間停泊和停泊維護路軌列車。在使用1號月台的上行列車中，只有108M和122M2架（截至2020年3月14日時間表修止）。
- 駅西側に工事用車両留置等に使用される保線材料線が1線ある。

## 使用狀況
以下為1日平均乘車人次：
| 年度               | 1日平均 乘車人次 |
| ------------------ | ---------------- |
| 2002年（平成14年） | 1,120            |
| 2003年（平成15年） |                  |
| 2004年（平成16年） | 1,012            |
| 2005年（平成17年） | 1,037            |
| 2006年（平成18年） | 1,001            |
| 2007年（平成19年） | 982              |
| 2008年（平成20年） | 971              |
| 2009年（平成21年） | 911              |
| 2010年（平成22年） | 892              |
| 2011年（平成23年） | 867              |
| 2012年（平成24年） | 850              |
| 2013年（平成25年） | 815              |
| 2014年（平成26年） | 751              |
| 2015年（平成27年） | 745              |
| 2016年（平成28年） | 726              |
| 2017年（平成29年） | 683              |
| 2018年（平成30年） | 543              |

## 車站周邊
此站位於吳市安浦町中心。
- 廣島縣道205號安浦停車場線（日语：広島県道205号安浦停車場線）
- 廣島縣道34號矢野安浦線（日语：広島県道34号矢野安浦線）
- 廣島縣道465號川尻安浦線（日语：広島県道465号川尻安浦線）
- 安浦郵局
- 吳市政廳安浦市民中心（分所）
- 吳市立安浦中學
- 吳市立內海小學
- 國道185號（日语：国道185号）
- IHI運搬機械（日语：IHI運搬機械） 安浦工場

## 相鄰車站
西日本旅客鐵道（JR西日本）
 吳線
風早（JR-Y22）－安浦（JR-Y21）－安登（JR-Y20）

## 注腳
1. ↑  「運輸省告示第136号」『官報』1946年4月30日（國立國會圖書館數碼化收藏）
2. ↑  卷尾資料『安浦町史 通史編』p1074，安浦町史編委員會編，2004年3月31日發行
3. ↑  JR時間表1992年11月號、12月號
4. ↑  《データで見るJR西日本 2001》- 西日本旅客鐵道
5. ↑  比較8/11和10/11的JR出行網資料
6. ↑  比較2005/2/14和2006/9/17的JR出行網資料
7. ↑  比較2/2和4/6的JR出行網資料
8. ↑  . 中國新聞 (中國新聞社). 2010-07-17  [2020-12-16]. （原始内容存档于2010-07-21） （日语）.
9. ↑  2010年7月定例社長会見（日語）（截至2010年7月22日的互聯網檔案館存檔） - 西日本旅客鐵道新聞稿 2010年7月21日
10. ↑  . 鐵道畫刊 (鐵道畫刊社). 2010年10月号, 44 (10): 150–151 （日语）.
11. ↑  . 47NEWS (全國新聞網). 中國新聞. 2010-11-02  [2016-09-28]. （原始内容存档于2016-10-01） （日语）.
12. 1 2   (PDF). 国土交通省. 2016-06-27  [2016-06-29]. （原始内容存档 (PDF)于2016-08-06） （日语）.
13. ↑   (PDF). 国土交通省. 2016-06-29  [2016-06-30]. （原始内容存档 (PDF)于2016-08-06） （日语）.
14. ↑  データで見るJR西日本2018 （页面存档备份，存于）（日語） p.203 - 西日本旅客鐵道
15. ↑   (PDF). 国土交通省. 2018-07-07  [2018-07-23]. （原始内容存档 (PDF)于2021-01-01） （日语）.
16. 1 2  西日本豪雨に伴う運転状況などについて（2018年10月30日時点）：JR西日本 （页面存档备份，存于）（日語）
17. ↑  吳市統計書

## 外部連結
- 安浦｜車站資訊：JR出門網 - 西日本旅客鐵道（日語）